# Сидор Беларський
Сидор Беларський (їд. סידאָר בעלאַרסקי, англ. Sidor Belarsky, справжнє ім'я Ізраїль (Ісидор) Мойсейович Лівшиць; нар. 12 лютого 1898, Крижопіль, нині Вінницька область — пом. 7 червня 1975) — українсько-американський оперний співак (бас) і виконавець пісень на їдиш.

## Біографія
Закінчив Ленінградську консерваторію, в 1930 або 1931 році переїхав до США на запрошення Франкліна Гарріса, ректора Університету Брігама Янга, який раніше в тому ж році був присутній в СРСР на його концерті. Беларський до кінця життя викладав у цьому університеті, академії «Герцлія» в Нью-Йорку. Співав в оперних театрах Нью-Йорка, Чикаго, Лос-Анджелеса, Сан-Франциско.
Запис пісні «Сльози мельника» (дем мілнерс трерн) на їдиші на слова Марка Варшавського звучить у фільмі братів Коенів «Серйозна людина». Ця пісня є спогадом про вимушене переселення багатьох євреїв з сіл Російської імперії.

## Дискографія
- Forward 70th Anniversary: Sidor Belarsky Sings of the Hopes and Dreams of the East Side, Лазар Вайнер, піаніно. Artistic Enterprises, Inc. (1967).